# Primi ministri della Scozia
Il Primo ministro della Scozia (inglese: First Minister of Scotland; gaelico scozzese: Prìomh Mhinistear na h-Alba scozzese: Heid Meinister o Scotland) è il capo del governo scozzese.
Il primo ministro presiede il Gabinetto ed è responsabile della formulazione, dello sviluppo e della presentazione del programma del Governo. Tra le altre funzioni, vi sono quella di rappresentare la Scozia e la responsabilità per gli affari costituzionali scozzesi.
Il primo ministro dev'essere membro del Parlamento scozzese e da questi eletto alla carica, prima della nomina ufficiale da parte del Sovrano del Regno Unito. I ministri scozzesi sono nominati dal primo ministro che, come capo del Governo, risponde direttamente al Parlamento per il proprio operato.
In inglese, è stata adottata la dizione First Minister per segnare una distinzione da quella di Prime Minister riferita ai primi ministri del Regno Unito.

## Elenco dei primi ministri della Scozia
| Primo ministro | Primo ministro                   | Primo ministro | Mandato          | Mandato          | Partito             | Governo     | Legislatura |
| #              | Nome                             | Immagine       | Inizio           | Fine             | Partito             | Governo     | Legislatura |
| -------------- | -------------------------------- | -------------- | ---------------- | ---------------- | ------------------- | ----------- | ----------- |
| 1              | Donald Dewar (1937–2000)         |                | 17 maggio 1999   | 11 ottobre 2000  | Laburista           | Dewar       | I (1999)    |
| –              | Jim Wallace (1954–) (ad interim) |                | 11 ottobre 2000  | 27 ottobre 2000  | Liberal Democratico | Dewar       | I (1999)    |
| 2              | Henry McLeish (1948–)            |                | 27 ottobre 2000  | 8 novembre 2001  | Laburista           | McLeish     | I (1999)    |
| –              | Jim Wallace (1954–) (ad interim) |                | 8 novembre 2001  | 27 novembre 2001 | Liberal Democratico | McLeish     | I (1999)    |
| 3              | Jack McConnell (1960–)           |                | 27 novembre 2001 | 20 maggio 2003   | Laburista           | McConnell I | I (1999)    |
| 3              | Jack McConnell (1960–)           | 20 maggio 2003 | 16 maggio 2007   | McConnell II     | Laburista           | II (2003)   |             |
| 4              | Alex Salmond (1954–2024)         |                | 17 maggio 2007   | 19 maggio 2011   | Nazionale Scozzese  | Salmond I   | III (2007)  |
| 4              | Alex Salmond (1954–2024)         | 19 maggio 2011 | 18 novembre 2014 | Salmond II       | Nazionale Scozzese  | IV (2011)   |             |
| 5              | Nicola Sturgeon (1970–)          |                | 20 novembre 2014 | 18 maggio 2016   | Nazionale Scozzese  | IV (2011)   | Sturgeon I  |
| 5              | Nicola Sturgeon (1970–)          | 18 maggio 2016 | 19 maggio 2021   | Sturgeon II      | Nazionale Scozzese  | V (2016)    |             |
| 5              | Nicola Sturgeon (1970–)          | 19 maggio 2021 | 28 marzo 2023    | Sturgeon III     | Nazionale Scozzese  | VI (2021)   |             |
| 6              | Humza Yousaf (1985–)             |                | 29 marzo 2023    | 7 maggio 2024    | Nazionale Scozzese  | VI (2021)   | Yousaf      |
| 7              | John Swinney (1964–)             |                | 8 maggio 2024    | in carica        | Nazionale Scozzese  | VI (2021)   | Swinney     |